# Moya ferox
Moya ferox es la única especie del género monotípico Moya,  perteneciente a la familia de las celastráceas. Es  originaria de  Bolivia.

## Taxonomía
Moya ferox fue descrita por August Heinrich Rudolf Grisebach y publicado en Abh. Königl. Ges. Wiss. Göttingen 24: 83 1879.